# Karlstraße (Karlsruhe)

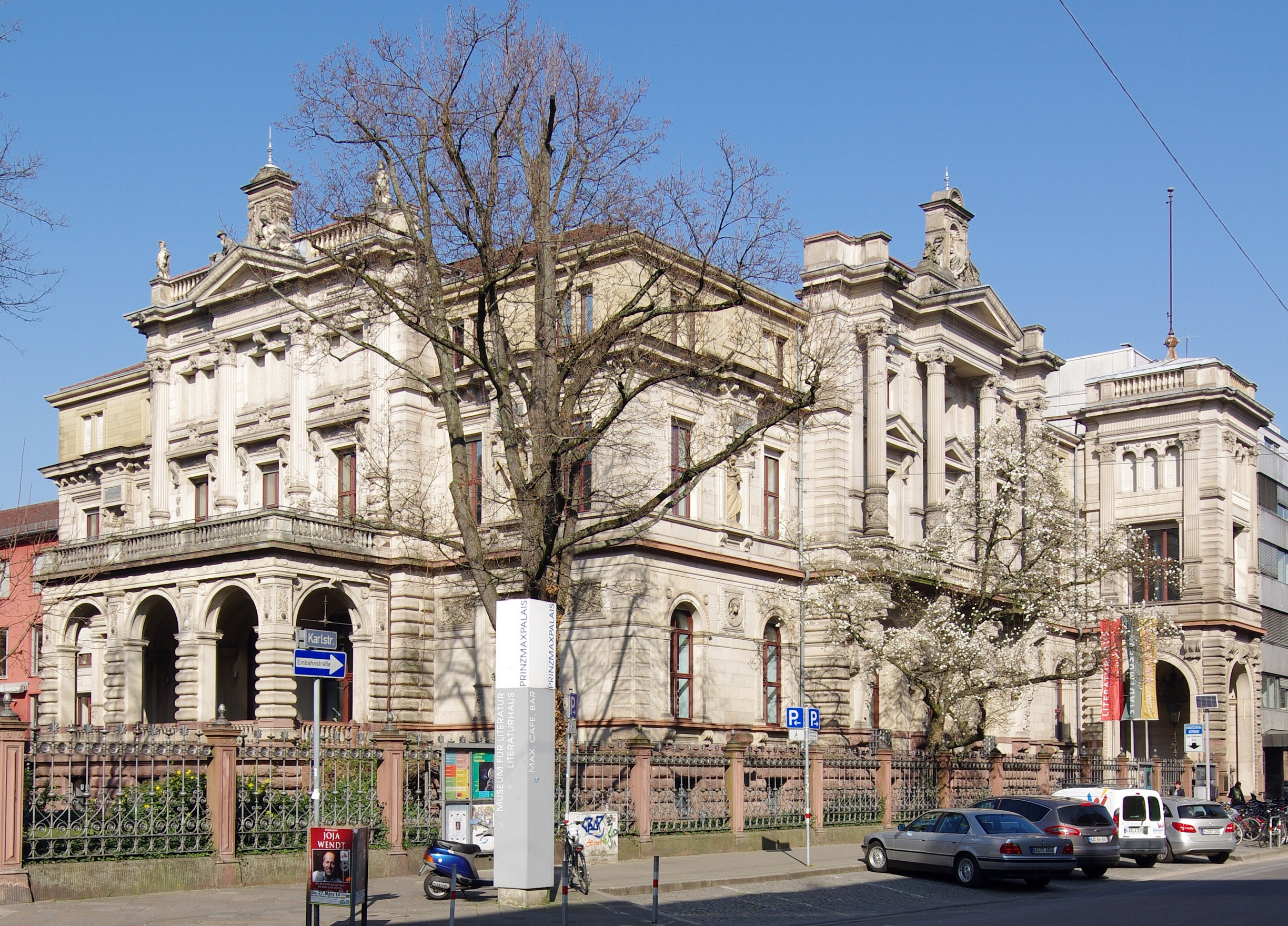
Le palais du Prince Max.

La Karlstraße (rue Charles) est une rue du centre-ville de Karlsruhe en Allemagne. Elle commence en face de la Monnaie de Karlsruhe sur la Stephanienstraße et se dirige au nord-sud en traversant le centre-ville-Ouest (Innenstadt-West) et la Südweststadt jusqu'au quartier de Beiertheim-Bulach. En tant que première voie nouvellement construite à Karlsruhe, elle ne suit plus le modèle de la ville en éventail orientée vers le château de Karlsruhe, mais s'appuie néanmoins sur le plan de la ville baroque en parallèle à la Via Triumphalis (Karl-Friedrich-Strasse)
La rue est baptisée en 1812 en hommage au grand-duc Charles (au pouvoir de 1811 à 1818).

## Description

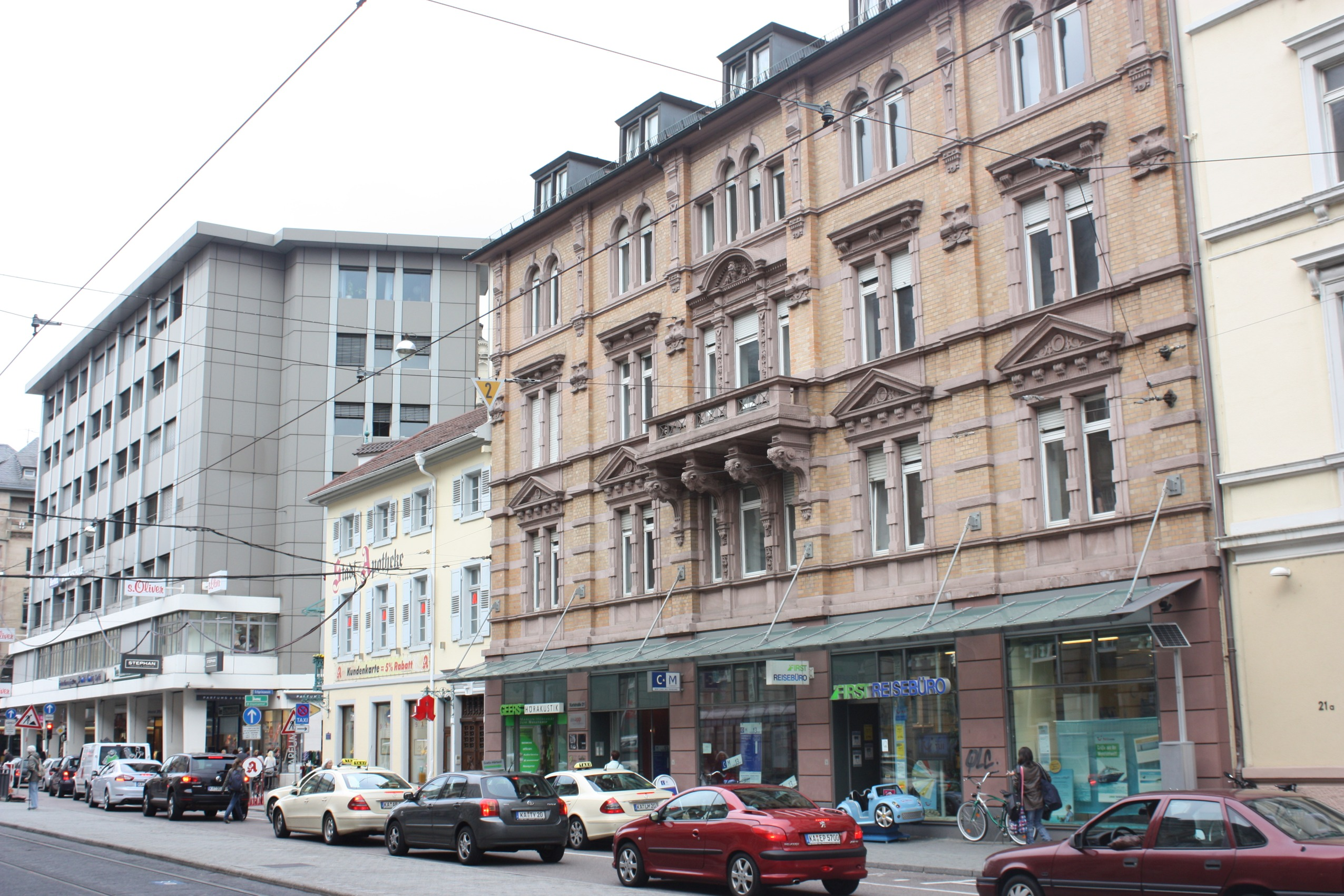
Immeubles de la rue.

La Karlstraße est l'axe principal du centre-ville-Ouest et de la Südweststadt. Elle est traversée par plusieurs lignes de tramway qui relient l'Europaplatz à la gare principale. Au nord de l'Amalienstraße, c'est une rue à sens unique pour la circulation automobile en direction du nord. 
Elle est coupée par l'Akademiestraße, la Kaiserstraße, l'Erbprinzenstraße, la Waldstraße, l'Amalienstraße, la Herrenstraße, la Sophienstraße, la Kriegsstraße, la Gartenstraße, la Mathystraße, l'Augustastraße, l'Alter Brauhof, la Jollystraße, la Bahnhofstraße, la Vorholzstraße, la Südendstraße, la Kantstraße, la Graf-Rhena-Straße, la Welfenstraße, l'Ebertstraße, la Hohenzollernstraße et la Maria-Alexandra-Straße. Elle traverse l'Europaplatz, la Ludwigsplatz, la Stephanplatz et la Kolpingplatz. 

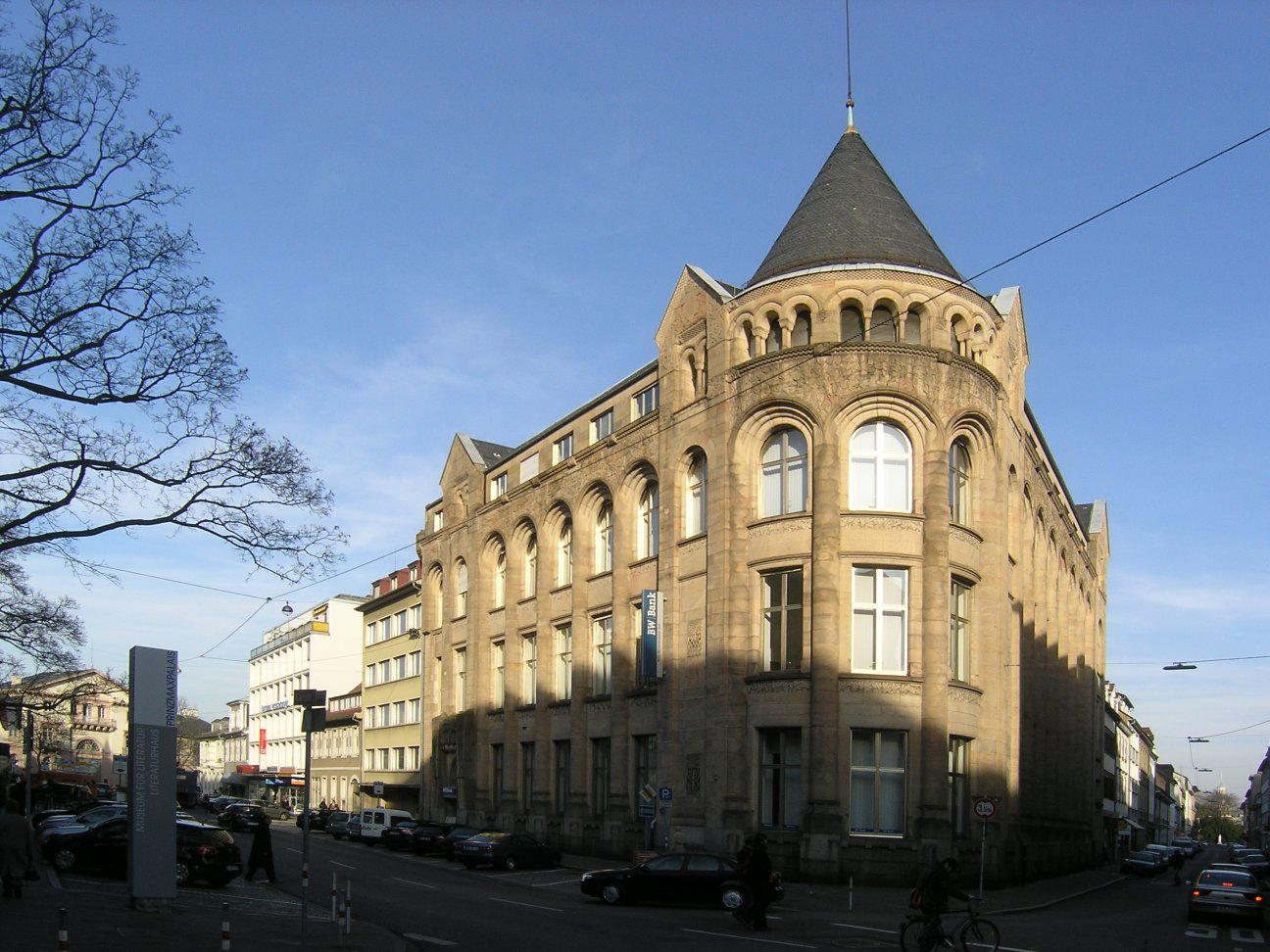
Ancienne banque Veit L. Homburger.
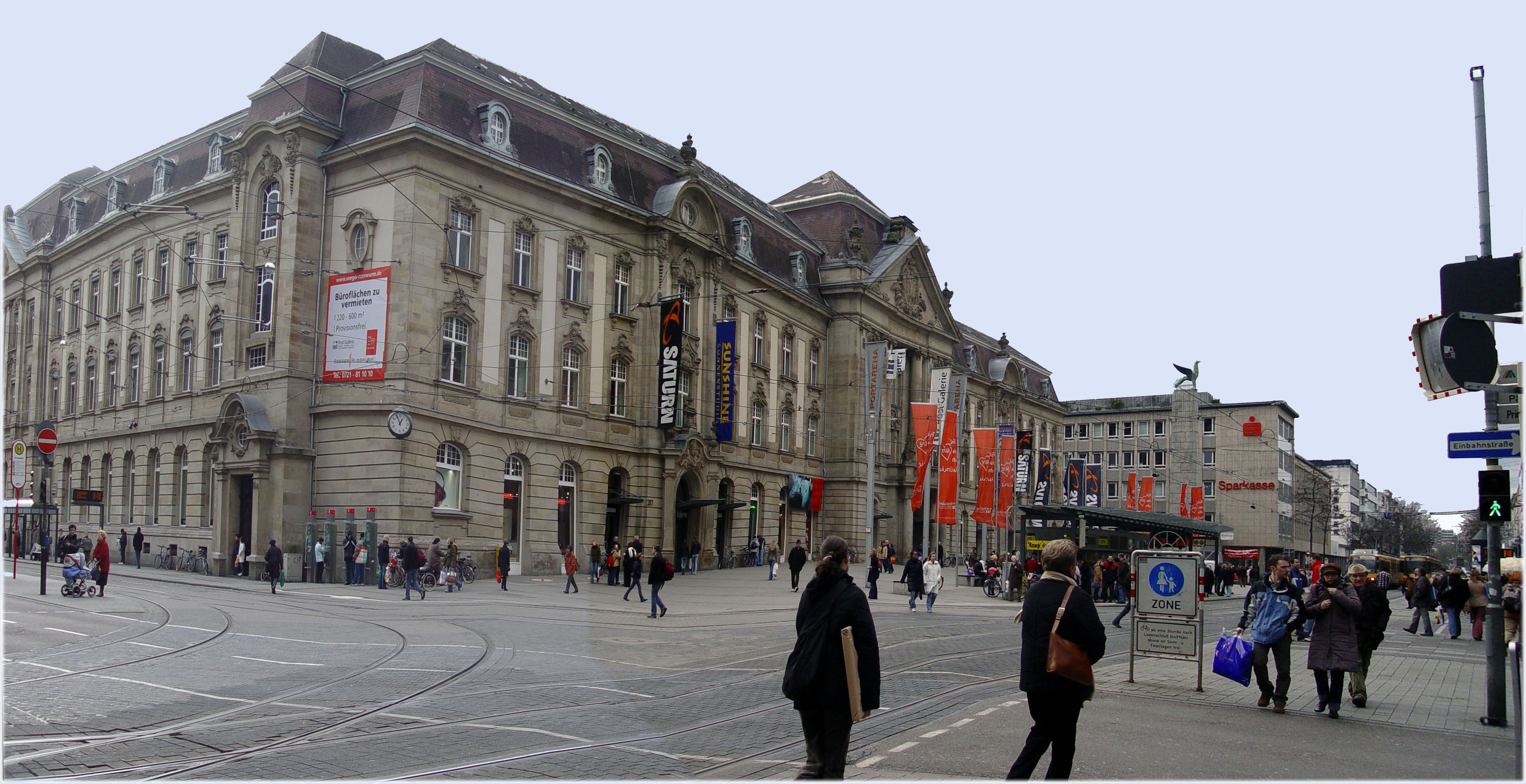
La Postgalerie.
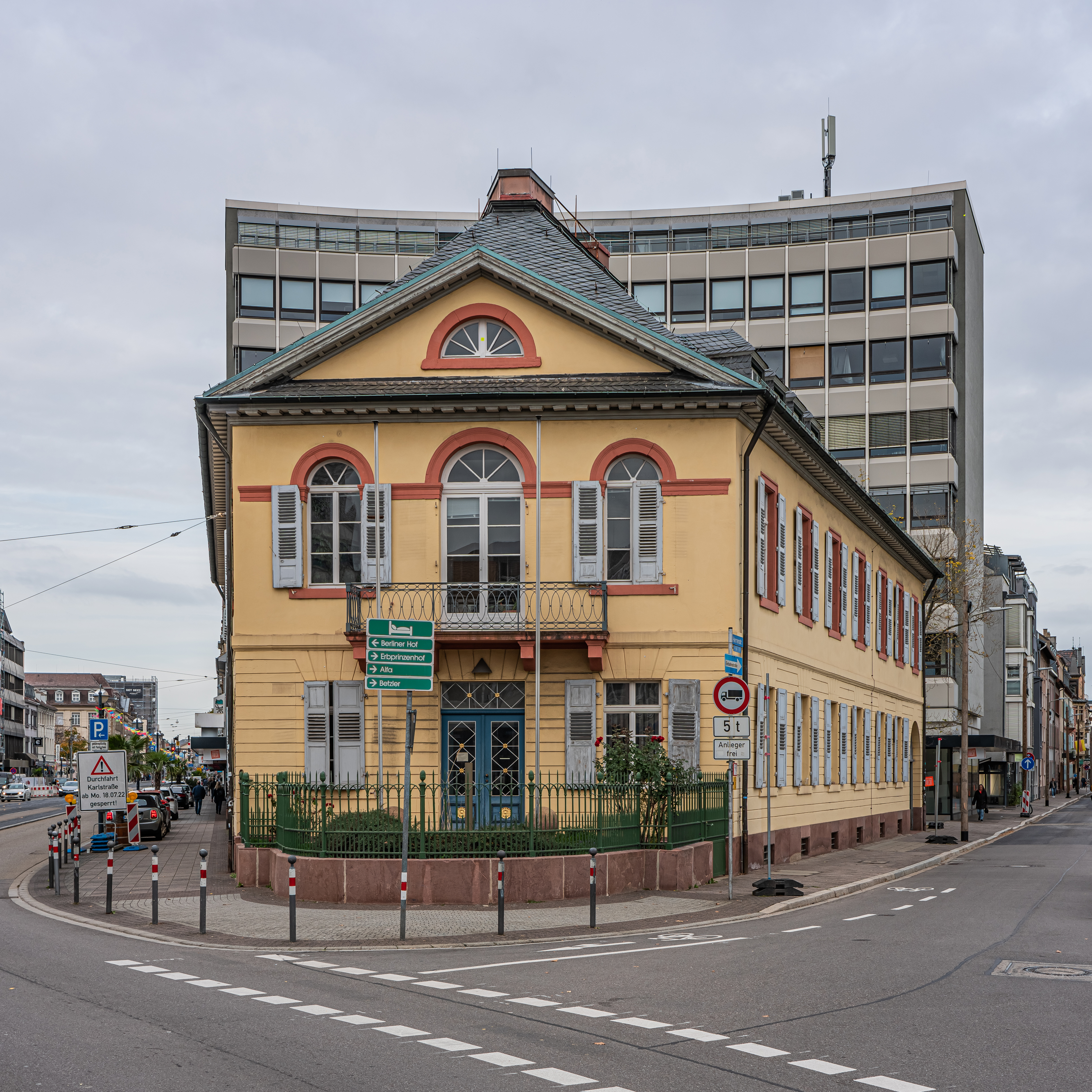
La maison Weltzien à la Karlstor.
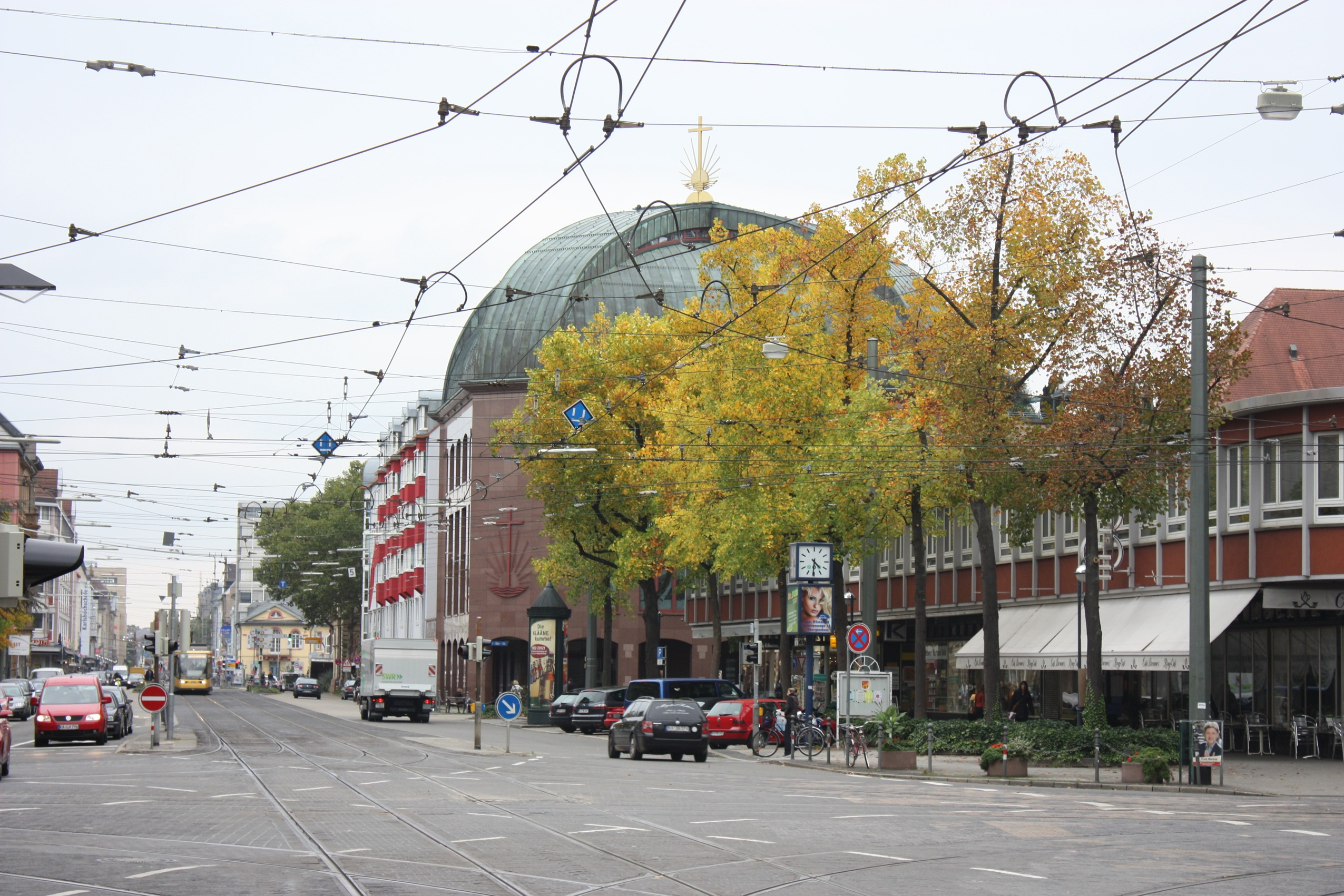
La Karlstraße avec  l'église néo-apostolique.

## Édifices remarquables
- Le palais du Prince Max, l'ancienne banque Veit L. Homburger, l'ancien magasin  Schneider, l'ancienne brasserie Moninger, la Postgalerie, la pharmacie de la Ville, la pharmacie Charles (Karl-Apotheke) (en style Bauhaus), la maison Weltzienhaus, l'église néo-apostolique, immeuble avec le Ring-Café, la maison Kolping, l'immeuble construit par Hermann Billing sur la Kolpingplatz.